# 権現造
権現造（ごんげんづくり）は、日本の神社建築様式の1つである。石の間造（いしのまづくり）とも。

## 概要
本殿と拝殿の2棟を一体化し、間に「石の間（いしのま）」と呼ばれる一段低い建物を設けているのが特徴。
権現造の発祥は宮城県仙台市の大崎八幡宮（1607年建立の社殿）とされる。その起源は仏寺の開山堂（相の間で祠堂と礼堂を結ぶ）とされるが、その基は八幡造と言われている。

## 構造
入母屋造・平入の3棟を、入母屋造・妻入の縦の棟で串刺し状に一体化している。
屋根の棟数が多い八棟造（やつむねづくり）を採用するものが多いが、その場合の実態は7棟である（下図参照）。
八幡造は前殿・後殿全てが本殿なのに対し、権現造では後方1棟のみが本殿で、拝殿・石の間・本殿の複合社殿といえる。

### 屋根
萱葺に限らず瓦葺など幅広い。
正面の破風は、千鳥破風・軒唐破風である。

### 柱
左右対称で、左右方向には偶数本の柱が配される。
拝殿が最も幅が広く、石の間と本殿はどちらかが広い。
- 北野天満宮：拝殿13間、石の間7間、本殿5間
- 日光東照宮：拝殿9間、石の間3間、本殿5間

尚、北野天満宮の本殿は左側に脇殿が設置されているため、左右対称となっていない。

### 床
北野天満宮のように古式では石の間は石敷であるが、板敷が多い。日光東照宮は畳敷である。

## 権現造の代表例
- 久能山東照宮
- 日光東照宮
- 日吉東照宮
- 上野東照宮
- 日御碕神社
- 北野天満宮
- 大阪天満宮
- 大崎八幡宮
- 名古屋東照宮（大戦の空襲による焼失以前）
- 松山神社（東照宮に天満神社を合祀　主祭神 菅原道真 徳川家康）
- 藤基神社
- 榛名神社
- 香取神宮
- 歓喜院（奥殿・中殿・拝殿を権現造で一体化し、この1棟全体を本殿としている）
- 三峯神社（権現造は拝殿部のみで別建ての本殿は春日造）
- 秩父神社
- 寳登山神社
- 妙義神社
- 穴守稲荷神社

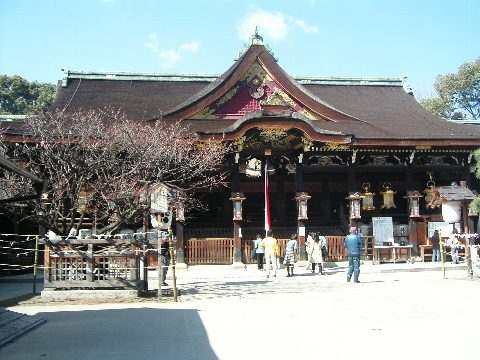
北野天満宮正面
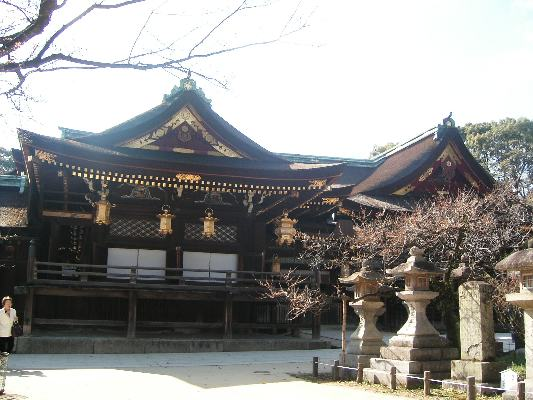
同左側面
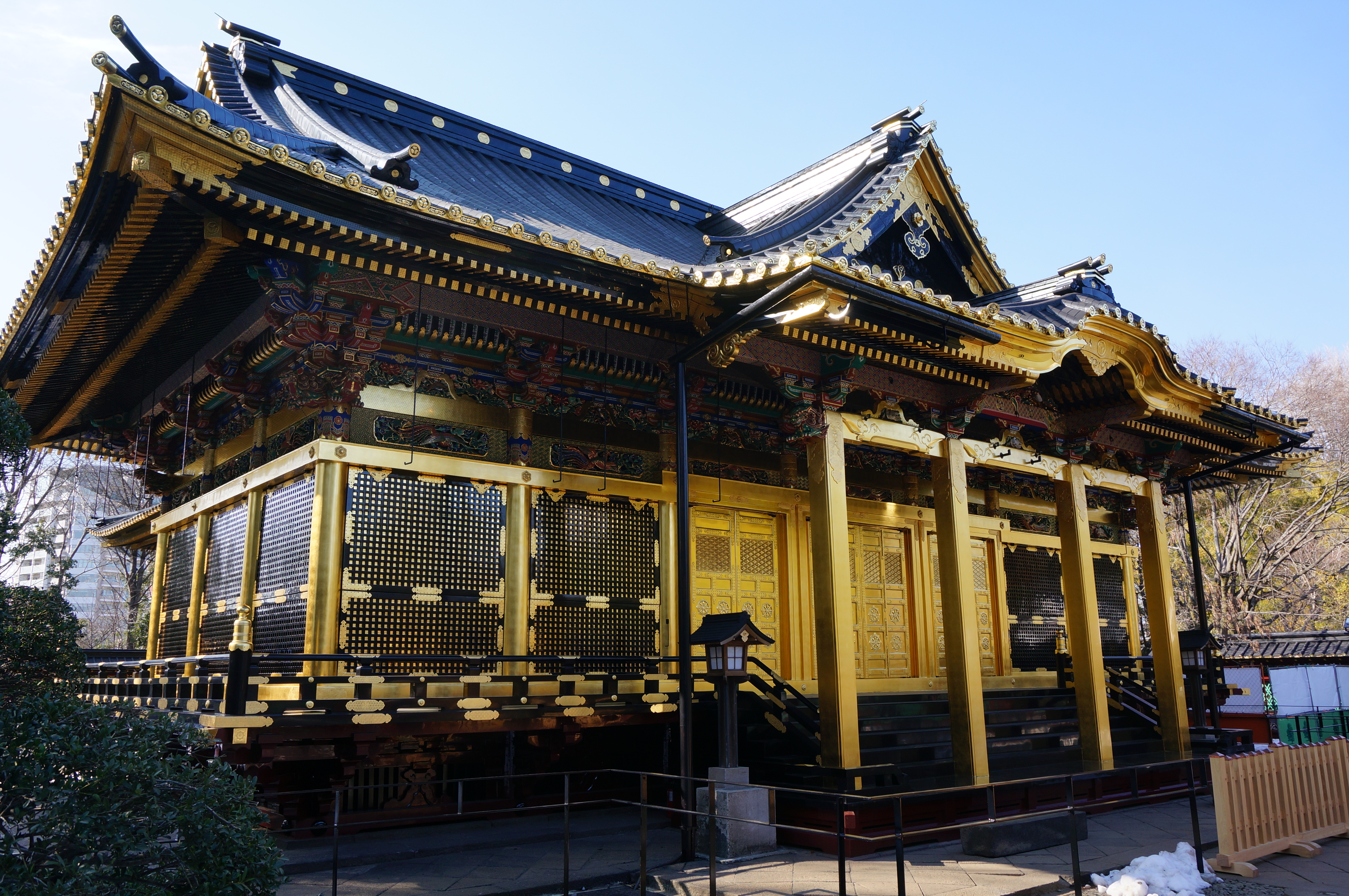
上野東照宮正面
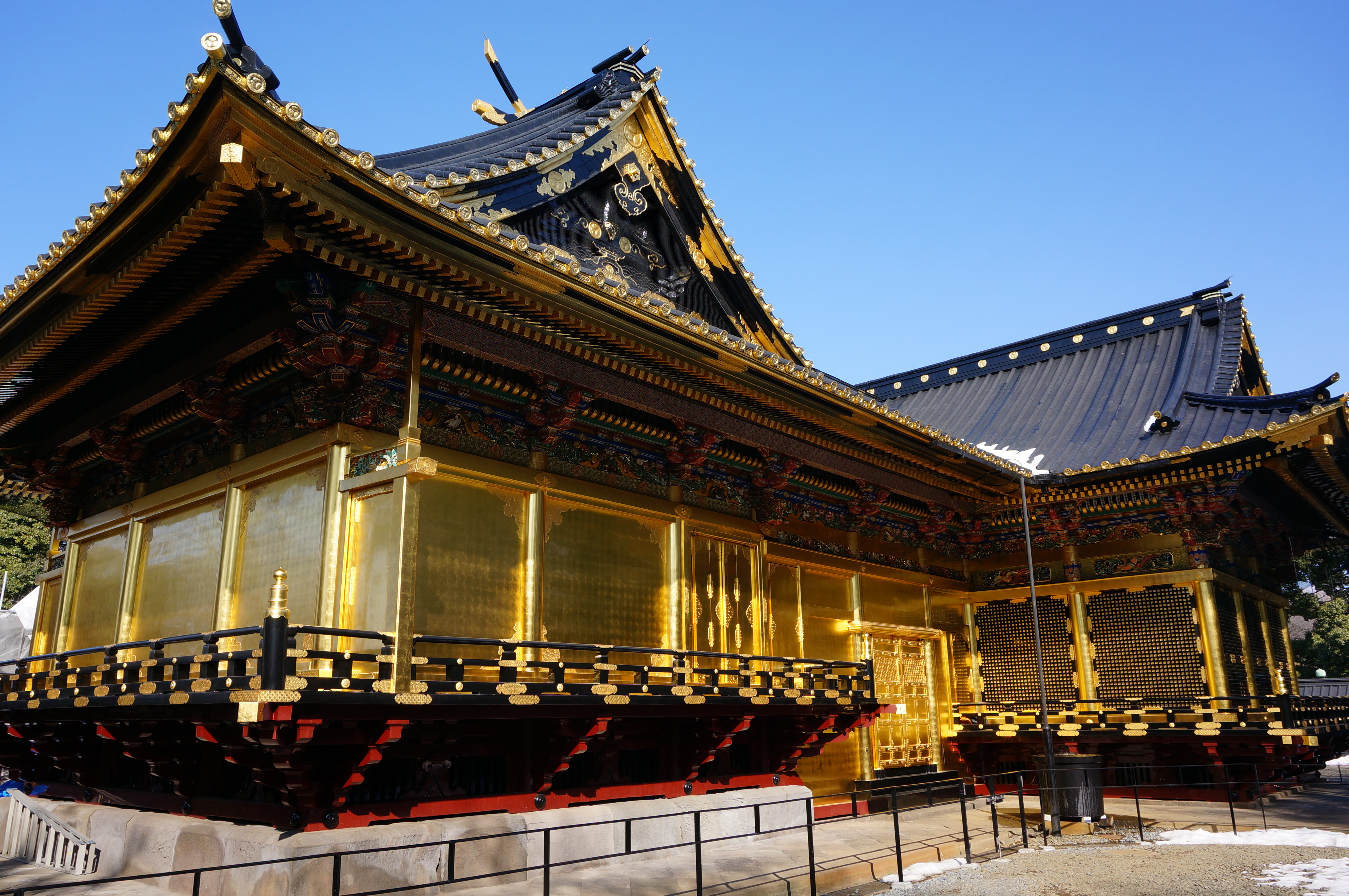
同左側面